# Lower Mead
Le Lower Mead est un stade de football situé à Harrow, au nord-ouest de Londres, en Angleterre. Ouvert en 1922, il est l'enceinte du Wealdstone FC jusqu'en 1991 pendant près de 70 ans, avant d'être fermé et démoli.

## Histoire
Le Lower Mead était niché dans la ville d'Harrow, au nord-ouest de Londres. Pendant près de sept décennies, de 1922 à 1991, il servit d'enceinte et de stade domicile au Wealdstone FC, avant d'être réduit à néant. Sa construction, finalisée juste à temps pour l'ouverture de la saison 1922-1923, marqua la fin d'une époque où le club vagabondait d'un terrain à l'autre dans les environs.
Situé stratégiquement sur Station Road, à la limite nord du centre de Harrow et à un jet de pierre de Wealdstone, le stade se dissimulait derrière une allée de boutiques et d'un cinéma, aujourd'hui connu sous le nom de Safari Cinema. Encadré au nord par des appartements résidentiels érigés à High Mead au milieu des années 1930, il raconte l'histoire d'un quartier en pleine mutation.
Le stade lui-même arborait une modeste tribune principale au sud, un héritage de 1928 provenant du Summerstown FC à Earlsfield. Ce joyau abritait les vestiaires des joueurs et des officiels et offrait les seuls sièges couverts du stade, dominant la ligne médiane. Autour, des terrasses à ciel ouvert embrassaient le terrain, avec à l'ouest, l'Elmslie End, un hommage à un dignitaire du club, et à l'est, une étroite terrasse couverte baptisée Cinema End. La guerre passée, le nord du stade s'habilla de terrasses non couvertes, conséquence de la vente des terres avoisinantes pour le logement. À côté, le club-house et le bar des supporters, peu de stationnements pour voitures ou cars à l'horizon.

## Fermeture et héritage
Les dernières heures du Lower Mead sonnèrent à la fin de la saison 1990-1991, victime d'une gestion financière désastreuse. Le Wealdstone FC se vit contraint de céder son précieux terrain à Tesco.
La transaction se termina en désillusion, le club ne recueillant qu'une fraction de la somme versée par Tesco après un long feuilleton judiciaire, laissant l'équipe sans domicile et en proie à des difficultés financières persistantes. Ce n'est qu'après un périple à travers divers terrains partagés avec d'autres clubs que le Wealdstone FC trouva refuge au Grosvenor Vale, à Ruislip, renouant avec ses racines à seulement quelques miles de son ancien foyer.
La destruction du Lower Mead débuta en juin 1991, laissant place à un supermarché Tesco, toujours en activité aujourd'hui. En guise de souvenir, une girouette ornant le toit du magasin rappelle les jours glorieux du football sur ce site.
En 2021, pour célébrer le centenaire du stade, les supporters du Wealdstone FC compilent et publient un livret retraçant l'ascension et l'évolution du Lower Mead.